# Líderes en rebotes de la Liga Nacional de Baloncesto
La Liga Nacional de Baloncesto le otorga el premio al jugador con el mayor promedio de rebotes en un campeonato determinado. El premio es otorgado desde la temporada inaugural en 2005 de la liga cuando se denominaba Liga Dominicana de Baloncesto.
El dominicano Edward Santana fue el primer jugador en ganar el premio tras liderar la temporada inaugural con 11.4 rebotes por partido. John Jackson fue el primer jugador extranjero en ganar el premio en 2007, cuando lideró la liga con 10.5 rebotes por partido. El dominicano Jonathan Araujo es el único jugador en ganar 3 veces el premio, todos de manera consecutiva. En los 13 certámenes de la liga, el premio lo han ganado 5 dominicanos y 4 estadounidense. A los 20 años y 27 días de edad, Jonathan Araujo es el jugador más joven en ser el líder en rebotes en la historia de la Liga Nacional de Baloncesto, con un promedio de 10.9 rebotes por partido en 2016. Mientras que a los 35 años, 5 meses y 12 días, Eddie Elisma es el jugador más viejo con un promedio de 12.6 rebotes por partido en 2010.

## Líderes en rebotes
| Año  | Jugador                                    | Equipo                                     | Partidos                                   | Ofensivos                                  | Defensivos                                 | Totales                                    | Promedio                                   |                                            |
| ---- | ------------------------------------------ | ------------------------------------------ | ------------------------------------------ | ------------------------------------------ | ------------------------------------------ | ------------------------------------------ | ------------------------------------------ | ------------------------------------------ |
| 2005 | Edward Santana                             | Cañeros de La Romana                       | 17                                         | 69                                         | 125                                        | 194                                        | 11.4                                       |                                            |
| 2006 | Alexis Montas (1)                          | Cañeros de La Romana                       | 23                                         | 89                                         | 157                                        | 246                                        | 10.7                                       |                                            |
| 2007 | John Jackson                               | Cocolos de San Pedro de Macorís            | —                                          | —                                          | —                                          | —                                          | 10.5                                       |                                            |
| 2008 | Eddie Elisma (1)                           | Constituyentes de San Cristóbal            | 16                                         | —                                          | —                                          | 173                                        | 10.8                                       |                                            |
| 2009 | No hubo torneo                             | No hubo torneo                             | No hubo torneo                             | No hubo torneo                             | No hubo torneo                             | No hubo torneo                             | No hubo torneo                             | No hubo torneo                             |
| 2010 | Eddie Elisma (2)                           | Indios de San Francisco de Macorís         | 9                                          | 34                                         | 79                                         | 113                                        | 12.6                                       |                                            |
| 2011 | Alexis Montas (2)                          | Cañeros del Este                           | 20                                         | 104                                        | 157                                        | 261                                        | 13.1                                       |                                            |
| 2012 | Jack Michael Martínez                      | Cocolos de San Pedro de Macorís            | 17                                         | 62                                         | 137                                        | 199                                        | 11.7                                       |                                            |
| 2013 | James Thomas                               | Titanes del Licey                          | 19                                         | 81                                         | 164                                        | 245                                        | 12.9                                       |                                            |
| 2014 | Walter Sharpe                              | Reales de La Vega                          | 13                                         | 48                                         | 89                                         | 137                                        | 10.5                                       |                                            |
| 2015 | Dwayne Jones                               | Leones de Santo Domingo                    | 10                                         | 61                                         | 93                                         | 154                                        | 15.4                                       |                                            |
| 2016 | Jonathan Araujo                            | Indios de San Francisco de Macorís         | 19                                         | 67                                         | 140                                        | 207                                        | 10.9                                       |                                            |
| 2017 | Jonathan Araujo (2)                        | Leones de Santo Domingo                    | 19                                         | 46                                         | 156                                        | 202                                        | 10.6                                       |                                            |
| 2018 | Jonathan Araujo (3)                        | Cañeros del Este                           | 16                                         | 40                                         | 146                                        | 186                                        | 11.6                                       |                                            |
| 2019 | Eloy Vargas                                | Metros de Santiago                         | 8                                          | —                                          | —                                          | 97                                         | 12.1                                       |                                            |
| 2020 | No hubo torneo por la pandemia de COVID-19 | No hubo torneo por la pandemia de COVID-19 | No hubo torneo por la pandemia de COVID-19 | No hubo torneo por la pandemia de COVID-19 | No hubo torneo por la pandemia de COVID-19 | No hubo torneo por la pandemia de COVID-19 | No hubo torneo por la pandemia de COVID-19 | No hubo torneo por la pandemia de COVID-19 |
| 2025 | Luismal Ferreiras                          | Indios de San Francisco de Macorís         | 14                                         | —                                          | —                                          | 158                                        | 11.3                                       |                                            |